# 塩化ホルミウム(III)
塩化ホルミウム(III)(Holmium(III) chloride)は、化学式HoCl3の無機化合物である。主に研究に用いられる。純粋なホルミウムを作るのに用いることができる。酸化ホルミウム(III)と同じ色の変化を見せ、自然光の下では黄色、蛍光の下では明るい桃色になる。

## 合成
塩化ホルミウム(III)合成の最も一般的な方法では、酸化ホルミウム(III)と塩化アンモニウムの混合物を200-250℃に加熱する。
Ho2O3  +  6 NH4Cl   →   2 HoCl3  +  6 NH3  +  2 H2O
ホルミウムと塩酸の反応では、塩化ホルミウム(III)の六水和物が得られる。
2 Ho + 6 HCl → 2 HoCl3 + 3 H2
ホルミウムと塩素の直接反応で合成することもできる
2 Ho + 3 Cl2 → 2 HoCl3

## 性質
塩化ホルミウム(III)とその六水和物は、日光の下では明るい黄色の固体であり、水に可溶である。六水和物は、64℃で結晶水を遊離し始める。単斜晶系で、塩化アルミニウム（III)のアナログである。固相では、YCl3の層状構造を持つ。